# Lijst van nationale tenniskampioenen in Nederland
Dit is een lijst van nationale tenniskampioenen in Nederland. 
De kampioen van Nederland in het tennis werd van 1899 tot en met 2012 bepaald in de Nationale Tenniskampioenschappen (NTK). 1899 wordt hierbij als beginjaar gezien, aangezien dit het eerste jaar was dat het kampioenschap onder auspiciën van de dat jaar opgerichte Nederlandse Lawn Tennis Bond plaatsvond. Vanaf ongeveer 1895 vonden er jaarlijks echter al nationale kampioenschappen plaats.
Van 2013 tot 2017 was de titel verbonden aan de winnaars van het Lotto NK Tennis (tot 2013 bekend als KNLTB Tennis Masters). In 2017 en 2018 werd de benaming "Nederlandse Loterij NK Tennis" gehanteerd. In 2019 en 2020 had het toernooi de neutrale naam "NK Tennis". In 2021 was de naam van het toernooi "Tennisdirect NK Tennis".

## 1899–1925
| Jaar | Locatie                 | Heren enkel           | Dames enkel               | Heren dubbel                                | Dames dubbel                                     | Gemengd dubbel                              |
| ---- | ----------------------- | --------------------- | ------------------------- | ------------------------------------------- | ------------------------------------------------ | ------------------------------------------- |
| 1899 | Rotterdam               | Karel Beukema         | Jkvr. Teding van Berkhout | Frits Beukema Karel Beukema                 | Christine van Lennep Madzy van Lennep            | Madzy van Lennep Karel Beukema              |
| 1900 | Scheveningen            | Karel Beukema         | Anthonie van Aken         | Carel van Rappard Leonardus Trip            | Anthonie van Aken Madzy van Lennep               | Madzy van Lennep Karel Beukema              |
| 1901 | Nijmegen                | Carel van Rappard     | Anthonie van Aken         | Dolf Broese van Groenou Miel Mundt          | Anthonie van Aken Madzy van Lennep               | Anthonie van Aken Leonardus Trip            |
| 1902 | Heemstede               | Karel Beukema         | Anthonie van Aken         | Dolf Broese van Groenou Miel Mundt          | Anthonie van Aken Zus van Aken                   | Anthonie van Aken Leonardus Trip            |
| 1903 | Arnhem                  | August van Lennep     | Nettie Broese van Groenou | August van Lennep Roelof van Lennep         | Nettie Broese van Groenou Digna van Lennep-Mijer | Nettie Broese van Groenou Theo Vreede       |
| 1904 | Leiden                  | Roelof van Lennep     | Emilie Dólleman           | Christiaan van Lennep Roelof van Lennep     | Emilie Dólleman Louise Dólleman                  | Louise Dólleman Roelof van Lennep           |
| 1905 | Den Haag                | Christiaan van Lennep | Louise Dólleman           | Christiaan van Lennep Roelof van Lennep     | Louise Dólleman Digna van Lennep-Mijer           | Louise Dólleman Roelof van Lennep           |
| 1906 | Hilversum               | Gerlach van Reenen    | Loes Everts               | Karel Beukema Gerlach van Reenen            | Loes Everts M. Gülcher                           | Loes Everts Otto Blom                       |
| 1907 | Haarlem                 | Christiaan van Lennep | Louise Dólleman           | Christiaan van Lennep Hugo Wijnmalen        | Emilie Dólleman Louise Dólleman                  | Louise Dólleman Theo Prins van Westdorpe    |
| 1908 | Den Haag                | Cos Vrins             | Loes Everts               | Gerard Scheurleer H.H.A. van West           | Loes Everts Madzy Haitsma Mulier                 | Loes Everts Theo Mundt                      |
| 1909 | Haarlem / Noordwijk     | Otto Blom             | Loes Everts               | Otto Blom E.H. Brandt                       | Loes Everts Madzy Haitsma Mulier                 | Loes Everts Roelof van Lennep               |
| 1910 | Den Haag                | Otto Blom             | Loes Everts               | Roelof van Lennep Gerard Scheurleer         | L. Biljardt Cato van Romunde                     | Anthonie van Aken Gerard Scheurleer         |
| 1911 | Den Haag                | Otto Blom             | Cato van Romunde          | Dolf Broese van Groenou Roelof van Lennep   | Nettie Broese van Groenou Cato van Romunde       | Dolly Blom Otto Blom                        |
| 1912 | Hilversum / Amsterdam   | Arthur Diemer Kool    | Loes Everts               | Otto Blom Christiaan van Lennep             | Dolly Blom Loes Everts                           | C. van Rees Maurits van Voorst van Beest    |
| 1913 | Scheveningen / Enschede | Maas van der Feen     | Cato van Romunde          | W. de Bruyn Kops Maas van der Feen          | L. Biljardt Cato van Romunde                     | C. van Rees J. Wijsman                      |
| 1914 | Hilversum / Amsterdam   | Maas van der Feen     | Loes Everts               | Arthur Diemer Kool Gerard Scheurleer        | Ada Blom Loes Everts                             | Loes Everts Arthur Diemer Kool              |
| 1915 | Hilversum               | Arthur Diemer Kool    | Loes Everts               | Arthur Diemer Kool Gerard Scheurleer        | C. van Rees Cato van Romunde                     | Loes Everts Gerard Scheurleer               |
| 1916 | Hilversum               | Arthur Diemer Kool    | M. Alting Mees            | Arthur Diemer Kool Christiaan van Lennep    | M. Alting Mees D. van Vliet                      | Marie de Bloeme Arthur Diemer Kool          |
| 1917 | Hilversum               | Arthur Diemer Kool    | Loes Everts               | Christiaan van Lennep Leopold August Nypels | Loes Everts Madzy Haitsma Mulier                 | Marie de Bloeme Arthur Diemer Kool          |
| 1918 | Arnhem                  | Maas van der Feen     | Loes Everts               | Leopold August Nypels Felix von Heijden     | Loes Everts Madzy Haitsma Mulier                 | G. Otten J.A. Pennink                       |
| 1919 | Arnhem                  | Christiaan van Lennep | Loes Everts               | Arthur Diemer Kool Gerard Scheurleer        | Loes Everts Madzy Haitsma Mulier                 | Loes Everts Gerard Scheurleer               |
| 1920 | Hilversum / Den Haag    | Leopold August Nypels | M. Otten                  | Leopold August Nypels E.G. de Serière       | P. van der Minne C. Vriesendorp                  | I. Carp Gerard Castendijk                   |
| 1921 | Hilversum               | Christiaan van Lennep | Maria Taudin Chabot-Veder | Dick Sigmond Gerard Castendijk              | M. Otten L. Phaff                                | Zus Beukema-van Aken Gerard Scheurleer      |
| 1922 | Hilversum               | R.C. Nauta            | Leonie Lhoëst             | Cor Bryan Henk Timmer                       | Kea Bouman Meta Straub-Jansen                    | Kea Bouman Aad Knappert                     |
| 1923 | Arnhem                  | Henk Timmer           | Kea Bouman                | Arthur Diemer Kool Christiaan van Lennep    | Kea Bouman Meta Straub-Jansen                    | Kea Bouman Aad Knappert                     |
| 1924 | Arnhem                  | Maas van der Feen     | Kea Bouman                | Cor Bryan Henk Timmer                       | Kea Bouman Meta Straub-Jansen                    | Marie Driebeek-Castendijk Gerard Castendijk |
| 1925 | Hilversum               | Christiaan van Lennep | Kea Bouman                | Cor Bryan Henk Timmer                       | Kea Bouman Julie Stroink-Cords                   | Kea Bouman Henk Timmer                      |

## 1926–1950
| Jaar | Locatie       | Heren enkel           | Dames enkel             | Heren dubbel                    | Dames dubbel                                   | Gemengd dubbel                            |
| ---- | ------------- | --------------------- | ----------------------- | ------------------------------- | ---------------------------------------------- | ----------------------------------------- |
| 1926 | Hilversum     | Christiaan van Lennep | Kea Bouman              | "De Beer" Henk Timmer           | Kea Bouman Julie Stroink-Cords                 | Kea Bouman Henk Timmer                    |
| 1927 | Hilversum     | Henk Timmer           | Madzy Rollin Couquerque | Cor Bryan Henk Timmer           | Mence Canters Julie Stroink-Cords              | Julie Stroink-Cords Cor Bryan             |
| 1928 | Hilversum     | Henk Timmer           | Madzy Rollin Couquerque | Arthur Diemer Kool A.J. Feith   | Mence Canters Julie Stroink-Cords              | Geen winnaar                              |
| 1929 | Hilversum     | Henk Timmer           | Madzy Rollin Couquerque | Jan Ruys Henk Timmer            | Mence Canters Julie Stroink-Cords              | Madzy Rollin Couquerque Gerard Castendijk |
| 1930 | Hilversum     | Henk Timmer           | Madzy Rollin Couquerque | Theodoor van Eek Max Wetselaar  | Mence Canters Madzy Rollin Couquerque          | Mence Canters Ody Koopman                 |
| 1931 | Hilversum     | Jan van der Heide     | Els Belzer              | Joop Knottenbelt Ody Koopman    | Maria Boutmy Molly Jonquière                   | Els Belzer Joop Knottenbelt               |
| 1932 | Hilversum     | Henk Timmer           | Madzy Rollin Couquerque | Joop Knottenbelt Ody Koopman    | Mence Dros-Canters Madzy Rollin Couquerque     | Madzy Rollin Couquerque Gerard Castendijk |
| 1933 | Amsterdam     | Henk Timmer           | Madzy Rollin Couquerque | Ody Koopman Henk Timmer         | Mence Dros-Canters Madzy Rollin Couquerque     | Madzy Rollin Couquerque Henk Timmer       |
| 1934 | Amsterdam     | Henk Timmer           | Madzy Rollin Couquerque | Willem Karsten Geert Scheurleer | Molly Jonquière Madzy Rollin Couquerque        | Madzy Rollin Couquerque Henk Timmer       |
| 1935 | Amsterdam     | Henk Timmer           | Madzy Rollin Couquerque | Didi Teschmacher Henk Timmer    | Maria Boutmy Madzy Rollin Couquerque           | Madzy Rollin Couquerque Henk Timmer       |
| 1936 | Amsterdam     | Tod Hughan            | Truid Terwindt          | Didi Teschmacher Henk Timmer    | Madzy Rollin Couquerque Truid Terwindt         | Truid Terwindt Joop Knottenbelt           |
| 1937 | Amsterdam     | Tod Hughan            | Truid Terwindt          | Tod Hughan Hans van Swol        | Madzy Rollin Couquerque Truid Terwindt         | Madzy Rollin Couquerque Willem Karsten    |
| 1938 | Amsterdam     | Hans van Swol         | Madzy Rollin Couquerque | Willem Karsten Didi Teschmacher | Maria Boutmy Madzy Rollin Couquerque           | Madzy Rollin Couquerque Willem Karsten    |
| 1939 | Scheveningen  | Tod Hughan            | Madzy Rollin Couquerque | Tod Hughan Hans van Swol        | Maria Boutmy Madzy Rollin Couquerque           | Madzy Rollin Couquerque Willem Karsten    |
| 1940 | Scheveningen  | Hans van Swol         | Madzy Rollin Couquerque | Tod Hughan Hans van Swol        | Els van Berkel-Belzer Madzy Rollin Couquerque  | Madzy Rollin Couquerque Willem Karsten    |
| 1941 | Scheveningen  | Hans van Swol         | Madzy Rollin Couquerque | Jan van der Heide Hans van Swol | Els van Berkel-Belzer Madzy Rollin Couquerque  | Truid Blaisse-Terwindt Hans van Swol      |
| 1942 | Scheveningen  | Tod Hughan            | Madzy Rollin Couquerque | Willem Karsten Didi Teschmacher | Els van Berkel-Belzer Madzy Rollin Couquerque  | Madzy Rollin Couquerque Didi Teschmacher  |
| 1943 | niet gespeeld | niet gespeeld         | niet gespeeld           | niet gespeeld                   | niet gespeeld                                  | niet gespeeld                             |
| 1944 | niet gespeeld | niet gespeeld         | niet gespeeld           | niet gespeeld                   | niet gespeeld                                  | niet gespeeld                             |
| 1945 | Amsterdam     | Ivo Rinkel            | Truid Blaisse-Terwindt  | Ivo Rinkel Huib Wilton          | Nel Hermsen Jopie van der Wal                  | Truid Blaisse-Terwindt Ivo Rinkel         |
| 1946 | Rotterdam     | Huib Wilton           | Truid Blaisse-Terwindt  | Ivo Rinkel Huib Wilton          | Truid Blaisse-Terwindt Madzy Rollin Couquerque | Truid Blaisse-Terwindt Ivo Rinkel         |
| 1947 | Scheveningen  | Huib Wilton           | Madzy Rollin Couquerque | Ivo Rinkel Huib Wilton          | Nel Hermsen Jopie Roos-van der Wal             | Madzy Rollin Couquerque Huib Wilton       |
| 1948 | Scheveningen  | Hans van Swol         | Jopie Roos-van der Wal  | Ivo Rinkel Hans van Swol        | Truid Blaisse-Terwindt Tineke Lubbers-Fischer  | Madzy Rollin Couquerque Huib Wilton       |
| 1949 | Scheveningen  | Hans van Swol         | Nel Hermsen             | Ivo Rinkel Hans van Swol        | Truid Blaisse-Terwindt Jopie Roos-van der Wal  | Nel Hermsen Noke Linck                    |
| 1950 | Scheveningen  | Tod Hughan            | Nel Hermsen             | Ivo Rinkel Hans van Swol        | Nel Hermsen Eliane Scholten-Klein              | Anna Koopmans-Knottenbelt Ivo Rinkel      |

## 1951–1975
| Jaar | Locatie      | Heren enkel      | Dames enkel               | Heren dubbel                     | Dames dubbel                                     | Gemengd dubbel                         |
| ---- | ------------ | ---------------- | ------------------------- | -------------------------------- | ------------------------------------------------ | -------------------------------------- |
| 1951 | Scheveningen | Huib Wilton      | Jopie Roos-van der Wal    | Ludwig Krijt Huib Wilton         | Els van Berkel-Belzer Madzy Rollin Couquerque    | Zus Schmier Huib Wilton                |
| 1952 | Scheveningen | Huib Wilton      | Jopie Roos-van der Wal    | Hans van Dalsum Fred Dehnert     | Fenny ten Bosch Nel Hermsen                      | Jopie Roos-van der Wal Fred Dehnert    |
| 1953 | Scheveningen | Lex Karamoy      | Fenny ten Bosch           | Ludwig Krijt Huib Wilton         | Fenny ten Bosch Nel Hermsen                      | Fenny ten Bosch Huib Wilton            |
| 1954 | Scheveningen | Hans van Dalsum  | Jopie Roos-van der Wal    | Hans van Dalsum Fred Dehnert     | Zus Peters-Schmier Eliane Scholten-Klein         | Jopie Roos-van der Wal Fred Dehnert    |
| 1955 | Scheveningen | Hans van Dalsum  | Nel van der Storm-Hermsen | Hans van Dalsum Fred Dehnert     | Fenny ten Bosch Nel van der Storm-Hermsen        | Nel van der Storm-Hermsen Fred Dehnert |
| 1956 | Scheveningen | Lex Karamoy      | Jopie Roos-van der Wal    | Hans van Dalsum Fred Dehnert     | Jopie Roos-van der Wal Nel van der Storm-Hermsen | Nel van der Storm-Hermsen Fred Dehnert |
| 1957 | Scheveningen | Hans van Dalsum  | Fransje Rouwenhorst       | Henk Goris Lex Karamoy           | Zus Peters-Schmier Berna Thung                   | Nel van der Storm-Hermsen Fred Dehnert |
| 1958 | Scheveningen | Willem Maris     | Fenny de Soet-ten Bosch   | Henk Goris Lex Karamoy           | Zus Peters-Schmier Berna Thung                   | Fredy Marinkelle Piet van Eijsden      |
| 1959 | Scheveningen | Lex Karamoy      | Mientje Vletter-Tettelaar | Henk Goris Lex Karamoy           | Fredy Marinkelle Joyce Marinkelle                | Fredy Marinkelle Lex Karamoy           |
| 1960 | Scheveningen | Hans van Dalsum  | Madeleine Weurman         | Hans van Dalsum Piet van Eijsden | Madeleine Weurman Jenny Seven                    | Fredy Marinkelle Hans van de Weg       |
| 1961 | Scheveningen | Piet van Eijsden | Jetty Baars-Wienese       | Piet van Eijsden Willem Maris    | Madeleine Weurman Jenny Seven                    | Jenny Seven Henk Goris                 |
| 1962 | Scheveningen | Willem Maris     | Eva de Jong-Duldig        | Jan Hajer Evert Schneider        | Eva de Jong-Duldig Anja Lepoutre                 | Trudy Groenman Tom Okker               |
| 1963 | Scheveningen | Jan Hajer        | Jenny Ridderhof-Seven     | Piet van Eijsden Willem Maris    | Eva de Jong-Duldig Anja Lepoutre                 | Eva de Jong-Duldig Willem Maris        |
| 1964 | Scheveningen | Tom Okker        | Trudy Groenman            | Piet van Eijsden Willem Maris    | Trudy Groenman Anja Lepoutre                     | Trudy Groenman Tom Okker               |
| 1965 | Scheveningen | Tom Okker        | Trudy Groenman            | Piet van Eijsden Tom Okker       | Trudy Groenman Els Spruyt                        | Betty Stöve Piet van Eijsden           |
| 1966 | Scheveningen | Tom Okker        | Trudy Groenman            | Piet van Eijsden Tom Okker       | Elly Krocké Betty Stöve                          | Trudy Groenman Tom Okker               |
| 1967 | Scheveningen | Tom Okker        | Astrid Suurbeek           | Jan Hajer Evert Schneider        | Judith Salomé Tine Zwaan                         | Lidy Jansen-Venneboer Tom Okker        |
| 1968 | Scheveningen | Tom Okker        | Marijke Jansen            | Fred Hemmes Tom Okker            | Ada Bakker Astrid Suurbeek                       | Astrid Suurbeek Peter Soeters          |
| 1969 | Scheveningen | Nick Fleury      | Marijke Schaar-Jansen     | Nick Fleury Jan Hordijk          | Ada Bakker Astrid Suurbeek                       | Ada Bakker Nick Fleury                 |
| 1970 | Scheveningen | Fred Hemmes      | Betty Stöve               | Nick Fleury Jan Hordijk          | Judith Salomé Marijke Schaar-Jansen              | Ada Bakker Nick Fleury                 |
| 1971 | Scheveningen | Fred Hemmes      | Marijke Schaar-Jansen     | Nick Fleury Jan Hordijk          | Els Veentjer-Spruyt Trudy Walhof-Groenman        | Betty Stöve Fred Hemmes                |
| 1972 | Scheveningen | Jan Hordijk      | Betty Stöve               | Nick Fleury Jan Hordijk          | Betty Stöve Madeleine Weurman                    | Betty Stöve Fred Hemmes                |
| 1973 | Scheveningen | Jan Hordijk      | Marijke Schaar-Jansen     | Nick Fleury Jan Hordijk          | Ada Bakker Tine Zwaan                            | Tine Zwaan Nick Fleury                 |
| 1974 | Scheveningen | Louk Sanders     | Marijke Schaar-Jansen     | Nick Fleury Jan Hordijk          | Ada Bakker Tine Zwaan                            | Tine Zwaan Nick Fleury                 |
| 1975 | Scheveningen | Louk Sanders     | Elly Appel                | Nick Fleury Jan Hordijk          | Elly Appel Judith Salomé                         | Judith Salomé Fred Hemmes              |

## 1976–2000
| Jaar | Locatie      | Heren enkel                                                 | Dames enkel                                                 | Heren dubbel                                                | Dames dubbel                                                | Gemengd dubbel                                              |
| ---- | ------------ | ----------------------------------------------------------- | ----------------------------------------------------------- | ----------------------------------------------------------- | ----------------------------------------------------------- | ----------------------------------------------------------- |
| 1976 | Scheveningen | Louk Sanders                                                | Tine Zwaan                                                  | Wouter Fok Marian Laudin                                    | Judith Salomé Elly Vessies-Appel                            | Tine Zwaan Nick Fleury                                      |
| 1977 | Scheveningen | Louk Sanders                                                | Elly Vessies-Appel                                          | Theo Gorter René Heffels                                    | Nora Lauteslager Marijke Schaar-Jansen                      | Elly Vessies-Appel Wouter Fok                               |
| 1978 | Scheveningen | Louk Sanders                                                | Elly Vessies-Appel                                          | Wouter Fok Louk Sanders                                     | Elly Vessies-Appel Tine Zwaan                               | Elly Vessies-Appel Wouter Fok                               |
| 1979 | Scheveningen | Louk Sanders                                                | Marianne van der Torre                                      | Theo Gorter Paul van Min                                    | Marijke Schaar-Jansen Karin Moos                            | Els Veentjer-Spruyt Martin Koek                             |
| 1980 | Scheveningen | Louk Sanders                                                | Marianne van der Torre                                      | Wouter Fok Rolf Thung                                       | Marcella Mesker Tine Zwaan                                  | Marcella Mesker Huub van Boeckel                            |
| 1981 | Scheveningen | Louk Sanders                                                | Marcella Mesker                                             | Theo Gorter Rolf Thung                                      | Mariëtte Pakker Marianne van der Torre                      | Marcella Mesker Huub van Boeckel                            |
| 1982 | Scheveningen | Huub van Boeckel                                            | Astrid Suurbeek                                             | Marc Albert Huub van Boeckel                                | Astrid Suurbeek Tine Zwaan                                  | Marcella Mesker Huub van Boeckel                            |
| 1983 | Scheveningen | Michiel Schapers                                            | Nanette Schutte                                             | Martin Koek Ton Sie                                         | Manon Bollegraf Yolanda van der Harst                       | Marcella Mesker Huub van Boeckel                            |
| 1984 | Scheveningen | Michiel Schapers                                            | Judith Warringa                                             | Marc Albert Huub van Boeckel                                | Mariëtte Pakker Marianne van der Torre                      | Judith Warringa Menno Oosting                               |
| 1985 | Scheveningen | Michiel Schapers                                            | Marianne van der Torre                                      | Marc Albert Johan Vekemans                                  | Carin Bakkum Manon Bollegraf                                | Marianne van der Torre Michiel Schapers                     |
| 1986 | Scheveningen | Christiaan Feenstra                                         | Nicole Jagerman                                             | Huub van Boeckel Menno Oosting                              | Carin Bakkum Nicole Jagerman                                | Ingelise Driehuis Robert Jan Bierens                        |
| 1987 | Son          | Menno Oosting                                               | Eveline Hamers                                              | Huub van Boeckel Menno Oosting                              | Nicole Jagerman Simone Schilder                             | Simone Schilder Johan Vekemans                              |
| 1988 | Son          | Menno Oosting                                               | Brenda Schultz                                              | Huub van Boeckel Menno Oosting                              | Carin Bakkum Brenda Schultz                                 | Brenda Schultz Frank Bitter                                 |
| 1989 | Son          | Christiaan Feenstra                                         | Nicole Jagerman                                             | Tjerk Bogtstra Paul Haarhuis                                | Simone Schilder Hester Witvoet                              | Simone Schilder Johan Vekemans                              |
| 1990 | Son          | Paul Haarhuis                                               | Linda Niemantsverdriet                                      | Tjerk Bogtstra Paul Haarhuis                                | Carin Bakkum Yvonne Grubben                                 | Caroline Vis Jacco van Duyn                                 |
| 1991 | Warmond      | Richard Krajicek                                            | Heleen van den Berg                                         | Jacco Eltingh Jan Siemerink                                 | Petra Kamstra Linda Niemantsverdriet                        | Petra Kamstra Huib Troost                                   |
| 1992 | Hoorn        | Ralph Kok                                                   | Stephanie Rottier                                           | Vincent van Gelderen Marcel Reuter                          | Heleen van den Berg Esmir Hoogendoorn                       | Heleen van den Berg Johan Vekemans                          |
| 1993 | Hoorn        | Sjeng Schalken                                              | Petra Kamstra                                               | Ralph Kok Huib Troost                                       | Lara Bitter Maaike Koutstaal                                | Heleen van den Berg Johan Vekemans                          |
| 1994 | Amsterdam    | toernooi werd niet uitgespeeld wegens overvloedige regenval | toernooi werd niet uitgespeeld wegens overvloedige regenval | toernooi werd niet uitgespeeld wegens overvloedige regenval | toernooi werd niet uitgespeeld wegens overvloedige regenval | toernooi werd niet uitgespeeld wegens overvloedige regenval |
| 1995 | Amsterdam    | Rogier Wassen                                               | Petra Kamstra                                               | Martijn Bok Bas Snelders                                    | Maaike Koutstaal Linda Niemantsverdriet                     | Lara Bitter Ralph Kok                                       |
| 1996 | Amsterdam    | John van Lottum                                             | Amanda Hopmans                                              | Martijn Belgraver Wouter Standaart                          | Amanda Hopmans Stephanie Gomperts                           | Linda Niemantsverdriet Erik Baan                            |
| 1997 | Goirle       | Marcel Reuter                                               | Amanda Hopmans                                              | Timo Luca Marcel Reuter                                     | Debby Haak Maaike Koutstaal                                 | Andrea van den Hurk Raoul Snijders                          |
| 1998 | Goirle       | Marcel Reuter                                               | Hanneke Ketelaars                                           | Martijn Bok Wouter Standaart                                | Mireille Bink Annemarie Mikkers                             | Mireille Bink Mark-Paul Burgersdijk                         |
| 1999 | Goirle       | Martijn Belgraver                                           | Debby Haak                                                  | Martijn Bok Wouter Standaart                                | Stephanie Gomperts Debby Haak                               | Kim Kilsdonk Bas Wild                                       |
| 2000 | Goirle       | Martijn Bok                                                 | Hanneke Ketelaars                                           | Martijn Bok Wouter Standaart                                | Claudia Reimering Lotty Seelen                              | Debby Haak Sjors Lemmens                                    |

## 2001–2012
| Jaar | Locatie          | Heren enkel       | Dames enkel        | Heren dubbel                         | Dames dubbel                                 | Gemengd dubbel                         |
| ---- | ---------------- | ----------------- | ------------------ | ------------------------------------ | -------------------------------------------- | -------------------------------------- |
| 2001 | Goirle           | Marcel Reuter     | Lotty Seelen       | Pim Zijlstra Remco Pondman           | Stephanie Gomperts Debby Haak                | ...                                    |
| 2002 | Ede              | Jasper Smit       | Lotty Seelen       | Marcel Reuter Jasper Smit            | Mireille Bink Hanneke Ketelaars              | Anouk Sterk Bas Wild                   |
| 2003 | Ede              | Martijn Bok       | Michaëlla Krajicek | Johan Dijkstra Martijn van Haasteren | Mariëlle Hoogland Elise Tamaëla              | Tessy van de Ven Steven Bijl           |
| 2004 | Ede              | Steven Korteling  | Michelle Gerards   | Bart de Gier Remco Pondman           | Mireille Bink Hanneke Ketelaars              | Tessy van de Ven Steven Bijl           |
| 2005 | Ede              | Nick van der Meer | Renée Reinhard     | Paul Logtens Wouter Standaart        | Marrit Boonstra Renée Reinhard               | Tessy van de Ven Martijn Bok           |
| 2006 | Amsterdam        | Paul Logtens      | Daniëlle Harmsen   | Martijn van Haasteren Jasper Smit    | Daniëlle Harmsen Susanne Trik                | Marrit Boonstra Johan Dijkstra         |
| 2007 | Amsterdam        | Igor Sijsling     | Renée Reinhard     | Floris Kilian Paul Logtens           | Mireille Bink Susanne Trik                   | Suzanne van Hartingsveldt Paul Logtens |
| 2008 | 's-Hertogenbosch | Jasper Smit       | Marlot Meddens     | Bart Beks Paul Logtens               | Stephanie Gomperts Suzanne van Hartingsveldt | Kiki Bertens Andre van der Bijl        |
| 2009 | 's-Hertogenbosch | Jasper Smit       | Richèl Hogenkamp   | Arjan Pastoors Kevin Schimmel        | Daniëlle Harmsen Kim Kilsdonk                | Olga Kalyuzhnaya Eric Kuijlen          |
| 2010 | Amstelveen       | Jasper Smit       | Kiki Bertens       | Arjan Pastoors Kevin Schimmel        | Kiki Bertens Nicole Thijssen                 | Olga Kalyuzhnaya Bart de Gier          |
| 2011 | Amstelveen       | Jasper Smit       | Lesley Kerkhove    | Arjan Pastoors Kevin Schimmel        | Daniëlle Harmsen Karen Nijssen               | Olga Kalyuzhnaya Bart de Gier          |
| 2012 | Amstelveen       | Mark de Jong      | Olga Kalyuzhnaya   | Martijn van Haasteren Jasper Smit    | Marrit Boonstra Karen Nijssen                | Olga Kalyuzhnaya Bart de Gier          |

## 2013–heden
| Jaar   | Locatie             | Heren enkelspel         | Dames enkelspel           | Heren dubbelspel                       | Dames dubbelspel                      | Heren rolstoel   | Dames rolstoel  | Heren rolstoel dubbelspel          | Dames rolstoel dubbelspel          |
| ------ | ------------------- | ----------------------- | ------------------------- | -------------------------------------- | ------------------------------------- | ---------------- | --------------- | ---------------------------------- | ---------------------------------- |
| 2013   | Rotterdam           | Igor Sijsling           | Kiki Bertens              |                                        |                                       | Maikel Scheffers | Jiske Griffioen |                                    |                                    |
| 2014   | Rotterdam           | Robin Haase             | Richèl Hogenkamp          | Thiemo de Bakker Wesley Koolhof        | Quirine Lemoine Eva Wacanno           | Maikel Scheffers | Aniek van Koot  | Tom Egberink Maikel Scheffers      | Jiske Griffioen Aniek van Koot     |
| 2015   | Rotterdam           | Robin Haase             | Richèl Hogenkamp          | Wesley Koolhof Matwé Middelkoop        | Quirine Lemoine Eva Wacanno           | Maikel Scheffers | Aniek van Koot  | Tom Egberink Maikel Scheffers      | Diede de Groot Aniek van Koot      |
| 2016   | Rotterdam           | Botic van de Zandschulp | Bibiane Schoofs           | Sidney de Boer Botic van de Zandschulp | Nina Kruijer Suzan Lamens             | Maikel Scheffers | Diede de Groot  | Maikel Scheffers Ruben Spaargaren  | Marjolein Buis Diede de Groot      |
| 2017   | Rotterdam           | Robin Haase             | Chayenne Ewijk            | Robin Haase Matwé Middelkoop           | Rosalie van der Hoek Demi Schuurs     | Maikel Scheffers | Diede de Groot  | Maikel Scheffers Ruben Spaargaren  | Aniek van Koot Michaela Spaanstra  |
| 2018   | Alphen aan den Rijn | Scott Griekspoor        | Lesley Kerkhove           | Sander Arends Matwé Middelkoop         | Lesley Kerkhove Demi Schuurs          | Maikel Scheffers | Diede de Groot  | Maikel Scheffers Ruben Spaargaren  | Marjolein Buis Diede de Groot      |
| 2019   | Alphen aan den Rijn | Tim van Rijthoven       | Quirine Lemoine           | Sander Arends David Pel                | Dominique Karregat Sem Wensveen       | Maikel Scheffers | Marjolein Buis  | Maikel Scheffers Ruben Spaargaren  | Marjolein Buis Michaela Spaanstra  |
| 2020-1 | Amstelveen          | Gijs Brouwer            | Richèl Hogenkamp          | Sander Arends David Pel                | Richèl Hogenkamp Quirine Lemoine      | Tom Egberink     | Diede de Groot  | Carlos Anker Tom Egberink          | Marjolein Buis Michaela Spaanstra  |
| 2020-2 | Amstelveen          | Jelle Sels              | Lesley Pattinama-Kerkhove | Sander Arends Matwé Middelkoop         | Quirine Lemoine Rosalie van der Hoek  | Maikel Scheffers | Aniek van Koot  | Tom Egberink Maikel Scheffers      | Jiske Griffioen Michaela Spaanstra |
| 2021   | Amstelveen          | Botic van de Zandschulp | Suzan Lamens              | Gijs Brouwer Jelle Sels                | Demi Tran Lian Tran                   | Tom Egberink     | Diede de Groot  | Tom Egberink Maikel Scheffers      | Diede de Groot Aniek van Koot      |
| 2022   | Amstelveen          | Botic van de Zandschulp | Suzan Lamens              | Robin Haase Matwé Middelkoop           | Jasmijn Gimbrère Isabelle Haverlag    | Ruben Spaargaren | Diede de Groot  | Maarten ter Hofte Ruben Spaargaren | Diede de Groot Aniek van Koot      |
| 2023   | Amstelveen          | Jesper de Jong          | Suzan Lamens              | Sander Arends Sem Verbeek              | Isis van den Broek Rose Marie Nijkamp | Tom Egberink     | Diede de Groot  | Tom Egberink Maikel Scheffers      |                                    |
| 2024   | Amstelveen          | Jelle Sels              | Lian Tran                 | David Pel Sem Verbeek                  | Rose Marie Nijkamp Demi Tran          | Ruben Spaargaren | Aniek van Koot  | Robin Groenewoud Maarten ter Hofte | Jinte Bos Lizzy de Greef           |